# Plainville (Illinois)
Plainville és una població dels Estats Units a l'estat d'Illinois. Segons el cens del 2000 tenia 248 habitants.

## Demografia
Segons el cens del 2000, Plainville tenia 248 habitants, 100 habitatges, i 74 famílies. La densitat de població era de 416,3 habitants/km².
Dels 100 habitatges en un 35% hi vivien nens de menys de 18 anys, en un 61% hi vivien parelles casades, en un 8% dones solteres, i en un 26% no eren unitats familiars. En el 22% dels habitatges hi vivien persones soles el 12% de les quals corresponia a persones de 65 anys o més que vivien soles. El nombre mitjà de persones vivint en cada habitatge era de 2,48 i el nombre mitjà de persones que vivien en cada família era de 2,84.
Per edats la població es repartia de la següent manera: un 26,6% tenia menys de 18 anys, un 6,5% entre 18 i 24, un 30,6% entre 25 i 44, un 21,4% de 45 a 60 i un 14,9% 65 anys o més.
L'edat mediana era de 36 anys. Per cada 100 dones de 18 o més anys hi havia 100 homes.
La renda mediana per habitatge era de 28.438 $ i la renda mediana per família de 38.472 $. Els homes tenien una renda mediana de 27.813 $ mentre que les dones 21.538 $. La renda per capita de la població era de 13.700 $. Aproximadament el 2,9% de les famílies i el 6,9% de la població estaven per davall del llindar de pobresa.

## Poblacions més properes
El següent diagrama mostra les poblacions més properes.